# MoneyBART
MoneyBART, titulado Bart, el desobediente en Hispanoamérica y EstadisticBart en España, es el tercer episodio de la vigesimosegunda temporada de la serie de animación Los Simpson. Se emitió el 10 de octubre de 2010 en Estados Unidos por FOX. 

## Secuencia de apertura y Gag del sofá
El Gag del sofá fue dirigido por el muralista Banksy. En dicho gag, el plano en el que la familia está sentada en el sofá se congela  la cámara se aleja, se muestra que se trata de un póster fijado a una pared de un taller oscuro y sucio en el que trabajan personas de etnia coreana con expresión triste, algunas con heridas vendadas, bajo la vigilancia de personal de seguridad en uniforme. Los brillante colores típicos de la serie se apagan y la música se torna lúgubre. Más adelante el lugar se revela como un taller en el que se fabrican productos de promoción comercial de Los Simpsons: fotogramas con la escena del sofá, ropa estampada, muñecos de tela y discos DVD. Todos estos trabajos se desarrollan en un ambiente de explotación laboral, en ambientes mal iluminados, sucios, con calaveras y otros huesos humanos tirados en el suelo y roídos por las ratas y personas en contactos peligrosos con sustancias tóxicas. Se muestran niños trabajando y maltrato animal. El final el logotipo de 20th Century Fox; se muestra ubicado en un edificio rodeado por una valla de alambre, como una cárcel.
La participación de Banksy ya había sido anticipada en la secuencia de apertura. Sutilmente en los títulos en donde aparece un cuervo de tres ojos que lleva en su pico una rata blanca y negra, típica de las ilustraciones del artista callejero; y en el gag de la pizarra que dice "no debo escribir en las paredes" en referencia al arte urbano que cultiva el invitado. También se lo presenta  directamente cuando se muestra el nombre Banksy escrito en uno de los carteles de publicidad de la ciudad y en la fachada de la escuela. 
Banksy es un artista callejero británico cuyo trabajo, se caracteriza por piezas satíricas sobre política, cultura pop, moralidad y etnias y combina escritura con grafiti con el uso de estarcidos con plantilla (conocidos generalmente como stencils, del inglés). En el año 2010 en que participó en Los Simpson había decido incursionar también en el cine, dirigiendo la película Exit Through the Gift Shop".

### Controversia
Según el artista británico, su guion gráfico conllevó a retrasos y disputas sobre si el material podía ser trasmitido en televisión e incluso generó una amenaza de huelga por el departamento de animación. "Esto es lo que obtienes cuando contratas a terceros para que hagan tu trabajo", bromeó el productor ejecutivo de Los Simpson, Al Jean.

## Argumento
Una visita de una antigua alumna de la Escuela Primaria de Springfield, ahora destacada estudiante universitaria de Yale, lleva a Lisa a cuestionarse si su ambición es suficiente y a revaluar la oferta de actividades extracurriculares. Convencida de que nunca se tienen demasiados clubes o actividades listados en su currículum, Lisa aprovecha la oportunidad de entrenar a los Isotots, el equipo de béisbol de Bart. A pesar de no saber mucho sobre béisbol, Lisa consigue que el equipo entre en una racha ganadora de récord gracias a sus profundos conocimientos de estadística y probabilidad que aprendió en la taberna de Moe con la ayuda de los nerds y el Professor Frink. Pero cuando Bart cuestiona las tácticas de entrenamiento de Lisa y se enfrenta a ella por quitarle la diversión al béisbol, Lisa le excluye de la final del campeonato. Intentando animarle, Marge pasa el día con Bart en un parque de atracciones donde el entrenador de la MLB y antiguo catcher Mike Scioscia (interpretándose a sí mismo) le da a Bart unos útiles consejos y le recuerda su genuino amor por el deporte. Bart regresa al equipo y en la última oportunidad de ganar el partido, Lisa toma una inesperada decisión que hace que pierdan el juego, pero por fin comprende que el deporte no consiste únicamente en ganar. El periodista deportivo Bill James también participa en este episodio.